# Bengt Kasemo

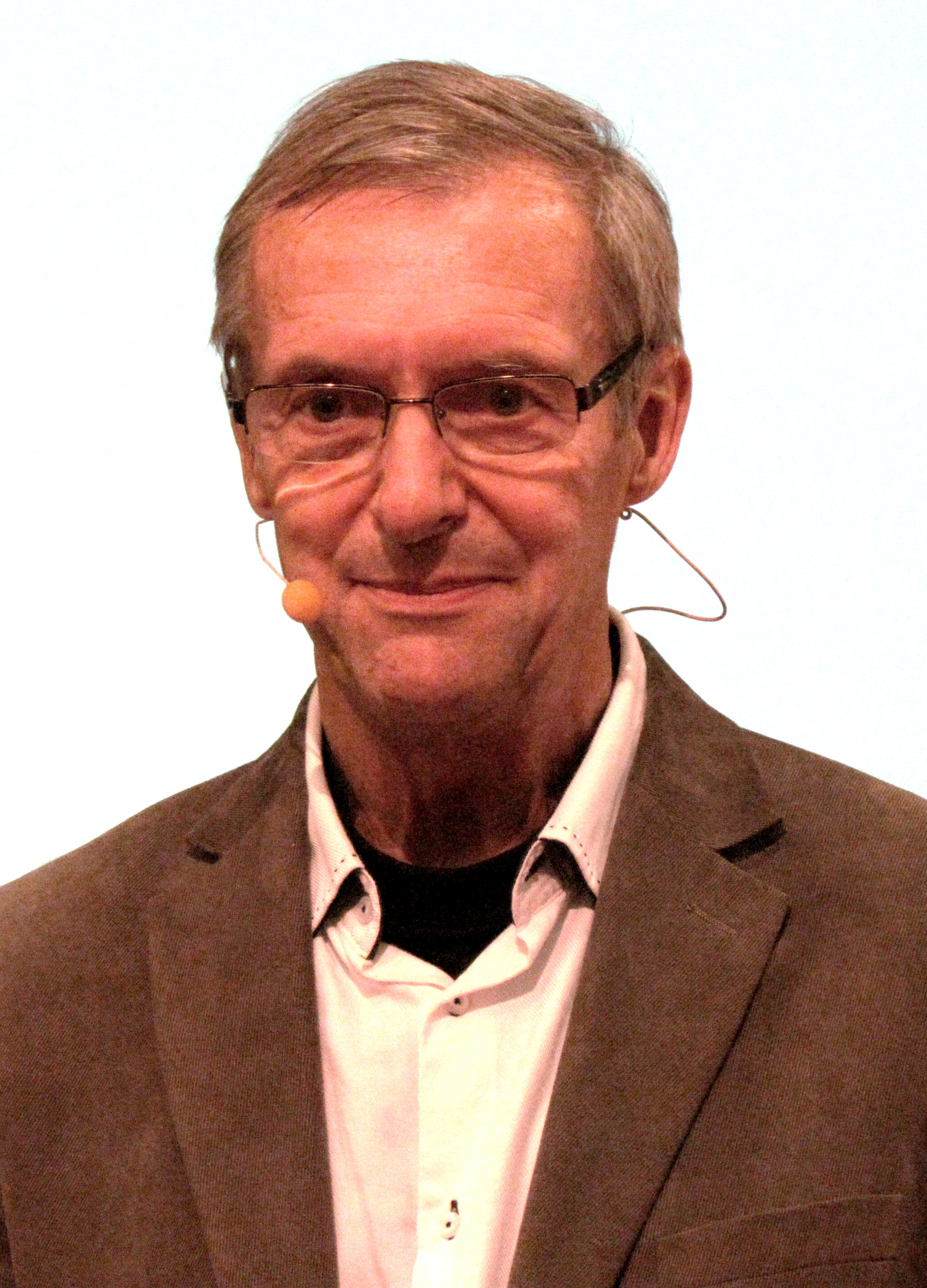
Bengt Kasemo 2011

Bengt Herbert Kasemo, född 21 april 1942, död 26 november 2020 i Kärrkil, Mellerud, var en svensk fysiker.
Kasemo disputerade 1974 vid Göteborgs universitet  och var professor i kemisk fysik vid Chalmers tekniska högskola. Han invaldes 1987 som ledamot av Ingenjörsvetenskapsakademien och blev 1997 ledamot av Kungliga Vetenskaps- och Vitterhetssamhället i Göteborg, samt blev 2001 ledamot av Vetenskapsakademien. Han tilldelades 2007 Ingenjörsvetenskapsakademiens stora guldmedalj, samt Chalmersmedaljen 2009.
Kasemo publicerade över 500 vetenskapliga artiklar och hans publicering har ett h-index på 76, vilket innebär att han var medförfattare till minst 76 artiklar som vardera är citerade minst 76 gånger.
Han innehade omkring tjugo patent  och var med och startade de två nanoföretagen Q-Sense AB och Insplorion AB. Kasemo var också en av grundarna till Kompetenscentrum i katalys (KCK)  på Chalmers. Centret skapades för att öka förståelsen för katalytisk teknik. Målsättningen med den forskning som bedrivs på KCK är att minska avgas- och industriutsläppen och effektivisera energiomvandlingen.

## Forskning
Kasemo bedrev forskning främst inom fyra områden:
- grundläggande ytfysik
- katalytisk avgasrening
- biomaterialforskning
- nanoteknik för energiområdet

### Tryckt litteratur
- Kungl. Vetenskapsakademiens årsberättelse 2001 (Documenta no. 75). Stockholm: Kungl. Vetenskapsakademien. 2002. sid. 55. ISSN 0347-5719 Libris 3682164

### Fotnoter
1. ↑  Fonus minessidor
2. ↑  Kasemo, Bengt (1974) (på engelska). A study of surface layer structure and chemisorptive luminescence in surface reactions.. Acta Universitatis Gothoburgensis, 0346-7740, Abstracts of Gothenburg dissertations in science, 0065-0439 ; 39. Göteborg. Libris 455823
3. 1 2  ”Chalmersmedaljen 2009 - Bengt Kasemo”. 26 maj 2015. Arkiverad från originalet den 1 mars 2019. https://web.archive.org/web/20190301201532/http://www.chalmers.se/sv/om-chalmers/akademiska-hogtider/promotion/chalmersmedaljen/Sidor/bengt-kasemo.aspx. Läst 1 mars 2019.
4. 1 2 3  ”Chalmers - Bengt Herbert Kasemo”. Chalmers Tekniska Högskola. 18 februari 2017. Arkiverad från originalet den 1 mars 2019. https://web.archive.org/web/20190301201458/https://www.chalmers.se/en/staff/Pages/Bengt-Kasemo.aspx. Läst 1 mars 2019.
5. ↑  ”Chalmers - Kompetenscentrum för Katalys”. Chalmers Tekniska Högskola. 10 oktober 2018. Arkiverad från originalet den 1 mars 2019. https://web.archive.org/web/20190301201441/http://www.chalmers.se/en/centres/KCK/Pages/default.aspx. Läst 1 mars 2019.